# Chentsa
Chentsa, också känt som Jainca, är ett härad i den autonoma prefekturen Huangnan i Qinghai-provinsen i västra Kina.